# Parathesis leptopa
Parathesis leptopa är en viveväxtart som beskrevs av Cyrus Longworth Lundell. Parathesis leptopa ingår i släktet Parathesis och familjen viveväxter. Inga underarter finns listade i Catalogue of Life.